# Prokoenenia chilensis
Espèce
Synonymes
- Koenenia chilensis Hansen, 1901

Prokoenenia chilensis est une espèce de palpigrades de la famille des Prokoeneniidae.

## Distribution
Cette espèce est endémique du Chili. Elle se rencontre vers Viña del Mar dans la région de Valparaíso.

## Description
La femelle holotype mesure 0,9 mm.

## Étymologie
Son nom d'espèce, composé de chil[e] et du suffixe latin -ensis, « qui vit dans, qui habite », lui a été donné en référence au lieu de sa découverte, le Chili.

## Publication originale
- Hansen, 1901 : On six species of Koenenia, with remarks on the order Palpigradi. Entomologisk Tidskrift, vol. 22, p. 193–240 (texte intégral).